# Jaqueline Anastácio
Jaqueline Anastácio (n. 9 noiembrie 1987, Varginha, Minas Gerais, Brazilia) este o handbalistă braziliană care joacă pe postul de intermediar stânga pentru clubul spaniol Rocasa Gran Canaria. Anastácio este și componentă a echipei naționale a Braziliei.

## Biografie
Anastácio a început să joace handbal la clubul municipal din Varginha, Secretaria Municipal de Esporte e Lazer da Prefeitura (SEMEL). De acolo a ajuns la Metodista/São Bernardo, echipa Universității Metodiste din São Paulo, apoi a trecut pe la numeroase echipe de handbal europene. Între 2018 și 2019 a jucat pentru clubul israelian Maccabi Srugo. În ediția 2019-2020 a Ligii Naționale, Anastácio a evoluat până în ianuarie 2020 pentru echipa CS Măgura Cisnădie, după care s-a transferat la Rocasa Gran Canaria.

## Palmares
Echipe de club
- Superliga Rusă de Handbal:
  - Câștigătoare: 2013, 2014

- Campionatul Turciei
  - Câștigătoare: 2017, 2018

- Cupa EHF
  - Finalistă: 2017
  - Sfert-finalistă: 2014
  - Grupe: 2020

- Cupa Cupelor EHF
  - Sfert-finalistă: 2013

Echipa națională
- Campionatul Panamerican:
  -  Medalie de aur: 2015

- Jocurile Panamericane:
  -  Medalie de aur: 2019

## Distincții individuale
- Cel mai bun inter stânga din campionatul norvegian Postenligaen: 2011–2012[14]
- Cel mai bun inter stânga de la Campionatul Panamerican: 2015